# Podpovrchová tramvaj

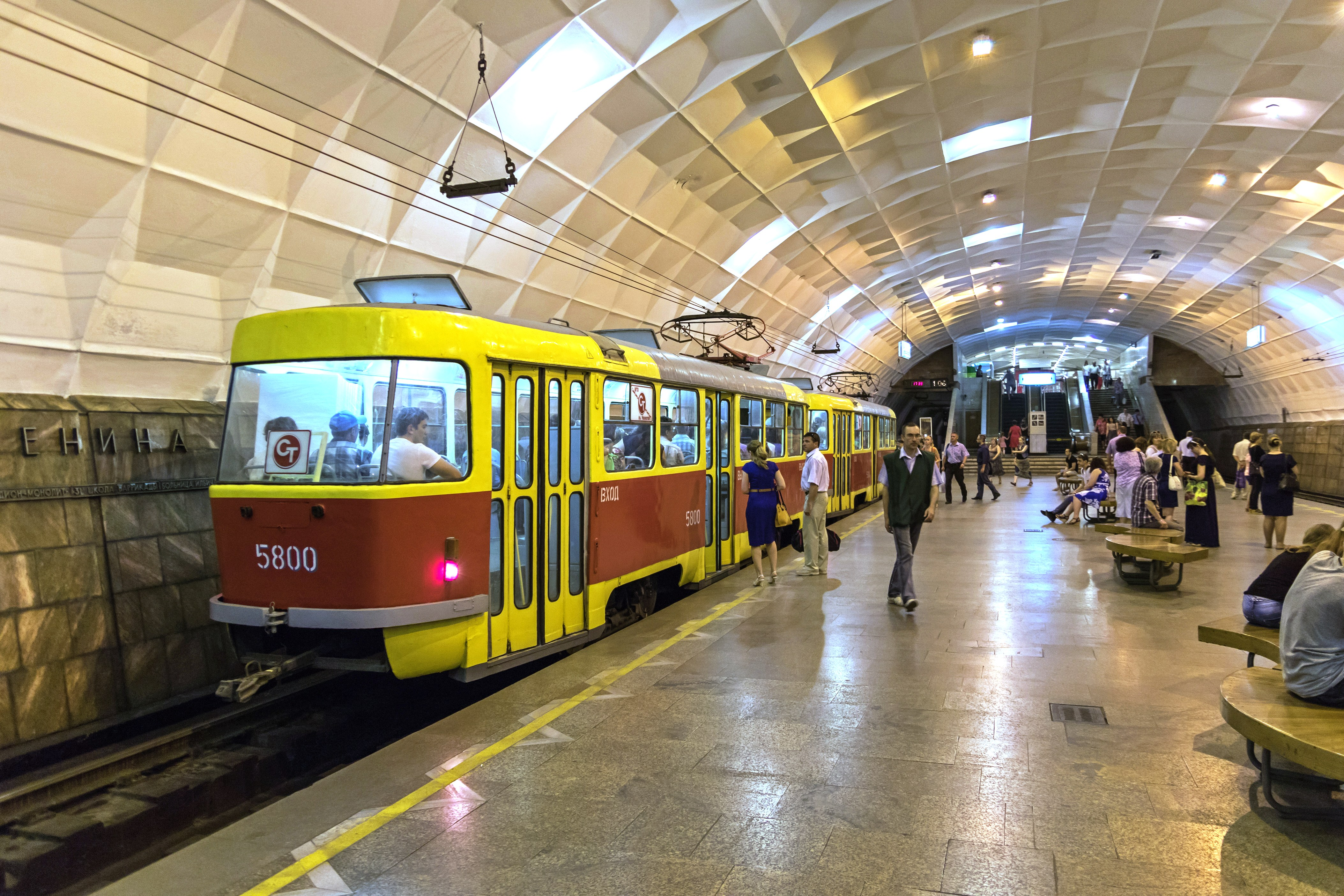
Souprava tramvají Tatra T3 v podzemní stanici ve Volgogradu

Podpovrchová tramvaj je koncepce tramvajové sítě, která je vedená v podzemí. Na rozdíl od metra nejde o izolovaný dopravní systém, ale tratě jsou propojeny s normální pozemní tramvajovou sítí a jezdí na nich běžné tramvaje. Druhým typem podpovrchové tramvaje může být rychlodráha, která má segregovanou trať, která může vést i pod zemí.
Výhodou podpovrchové tramvaje oproti metru je rychlejší a levnější výstavba, neboť není třeba budovat zcela novou podpůrnou infrastrukturu (depa, manipulační tratě) ani pořizovat nový vozový park. Do podzemí stačí přemístit pouze některé úseky tratí a výstavba může postupovat v menších etapách. Metro oproti tomu vyžaduje vybudování celé trati se smysluplnou délkou. Další výhodou je dosah sítě i do okrajových částí města a možnost cestování bez přestupů z metra na pozemní dopravní prostředky.
Hlavní nevýhodou podpovrchové tramvaje je nižší přepravní kapacita a přenášení nepravidelnosti z povrchového provozu i do tunelových úseků. Metro je na povrchové dopravě naprosto nezávislé a i v dopravních špičkách je zaručena pravidelnost provozu. V povrchové dopravě nelze nasazovat tramvajové vlaky o délce srovnatelné s vlaky metra, typicky jde o hodnoty např. 40 m oproti 100 m (Praha).
Novým impulsem pro výstavbu částečně podpovrchových tramvají by mohl být technologický vývoj nízkopodlažních a beztrolejových tramvají, umožňující nižší průjezdní profil a tím i kratší rampy při častějším změnám mezi povrchovými a podpovrchovými úseky.

## Plány na podpovrchovou tramvaj v Česku

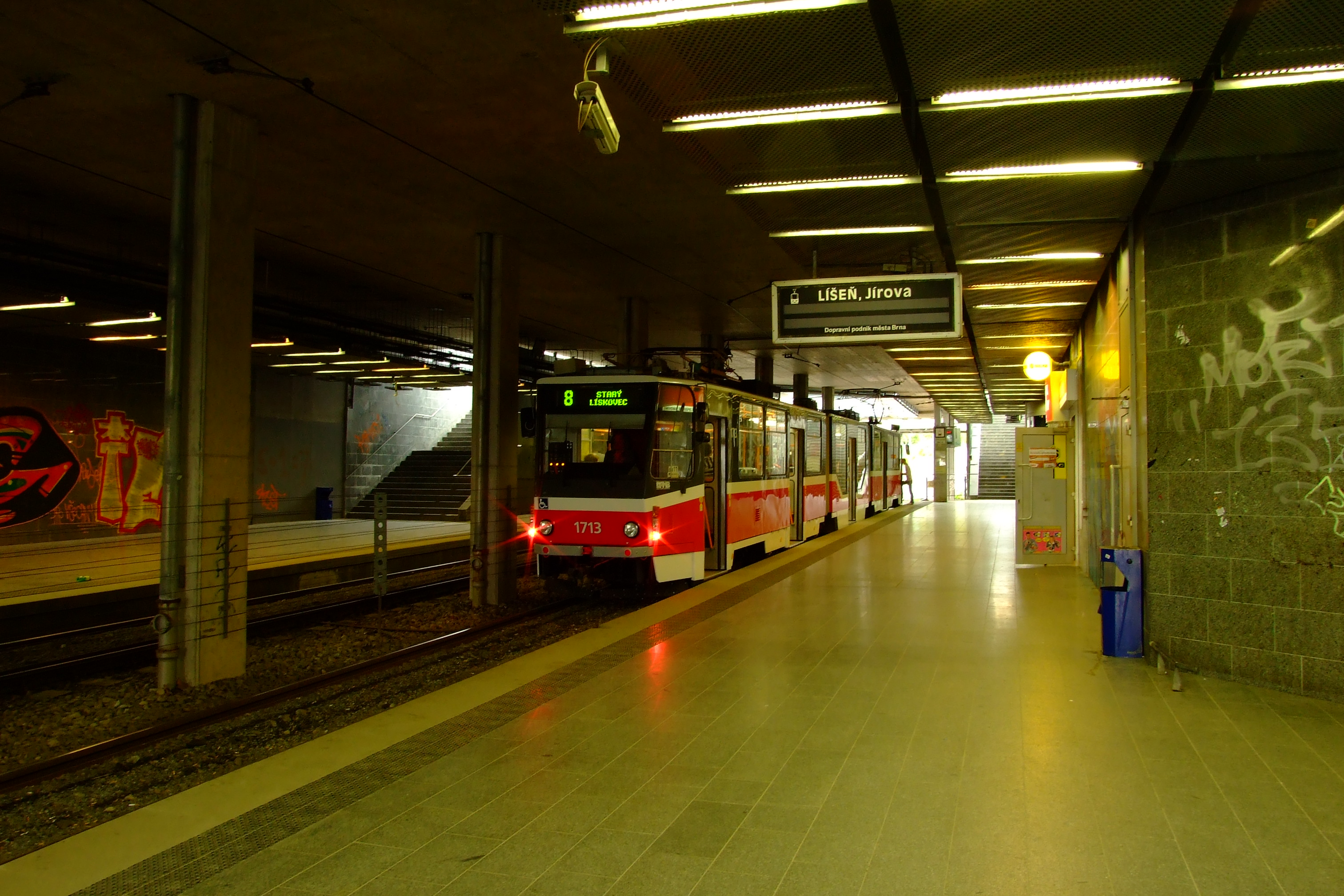
Podpovrchová tramvajová stanice v Brně-Líšni

První návrh o zavedení podpovrchové tramvaje na území dnešního Česka, konkrétně v Praze, pochází z roku 1912, předpokládal výstavbu několika tratí ukončených výjezdy na uliční úroveň. S tímto návrhem se počítalo, stejně jako s metrem, pro modernizaci dopravy v Praze (velmi reálně už koncem 30. let 20. století). Další projekt byl dokončen roku 1941.
V roku 1963 se přešlo ke konceptu podpovrchové tramvaje a v lednu 1966 začala výstavba (úsek budoucí trasy C metra Bolzanova ulice – Hlavní nádraží – Muzeum). Síť podpovrchové tramvaje měla být postupně přestavována na metro. Poté, co další studie ukázaly, že výstavba podpovrchové tramvaje by tehdejší dopravní problémy v Praze nevyřešila a budoucí přestavba na metro by byla velmi obtížná, rozhodla vláda v srpnu 1967 o výstavbě metra. Pozůstatkem koncepce podpovrchové tramvaje je mj. podoba stanice Hlavní nádraží, která na rozdíl od většiny ostatních stanic nemá ostrovní, ale boční nástupiště.
V jedné době se o této variantě uvažovalo i v Plzni, trať měla vést od hlavního nádraží zhruba k zastávce U Hlavní pošty.
V Brně se uvažuje o podzemní dráze, tzv. severojižním diametru, který by měl odlehčit hlavně centru města. Původně se mělo jednat o tramvajovou trať, současné plány počítají se železniční či vlakotramvajovou variantou. Vyjma plánovaného diametru existuje v Brně podzemní tramvajová stanice Jírova z roku 1998, která se nachází na rychlodrážním úseku v městské části Líšeň. Důvodem výstavby této zastávky byl hluboký zářez uprostřed zástavby, který byl proto překryt, čímž bylo vytvořeno centrální náměstí s knihovnou a radnicí. V roce 2022 byla zprovozněna nová trať ve Starém Lískovci z Osové k Nemocnici Bohunice, vedená převážně tunelovým úsekem, ve kterém se nachází jedna mezilehlá podzemní zastávka Západní brána.

## Výskyt
- Kryvyj Rih (Ukrajina)
- Volgograd (Rusko)
- některé úseky rychlodrážních tratí v USA (např. v Los Angeles, Pittsburghu, San Franciscu, atd.)
- některé úseky tramvají v Německu (např. v Kolíně nad Rýnem, Bielefeldu, atd.)
- Belgie (Brusel)